# Emilio Barzini
Emilio Barzini − postać fikcyjna z serii Ojciec chrzestny.
Emilio był donem rodziny Barzini, wrogo nastawiony do rodziny Corleone. W 1948 roku kontaktuje się z Carlem Rizzim, szwagrem Michaela Corleone i mężem Connie Corleone, by ten odegrał farsę ze swoją żoną. Dzięki temu Santino Corleone, brat Connie, chciał przyjechać na miejsce, lecz na drodze czekali już na niego ludzie Emilia, którzy go mordują. Po śmierci Santina jego ojciec Vito Corleone ponownie obejmuje władzę w rodzinie, lecz rezygnuje z zemsty i organizuje spotkanie donów. Tam to ustalony jest pokój, lecz od tamtego czasu Barzini dogaduje się z pozostałymi donami nowojorskimi i powoli eliminuje rodzinę Corleone. W 1955 roku zostaje zamordowany podczas chrztu przez Ala Neriego, który w tym celu przebiera się za policjanta i organizuje pułapkę na Emilia. Zabija ochroniarza i szofera, na koniec likwiduje Barziniego dwoma strzałami z rewolweru. Po jego śmierci władzę nad rodziną Barzini sprawuje Paul Fortunato.
W grze Emilio jest przedstawiany jako ten, który rozkazuje zabić ojca głównego bohatera.